# Mustai Karim

Mustai Karim

Mustai Karim (sau Mustafa Safici Karimov, n. 20 octombrie 1919 - 21 septembrie 2005) a fost un poet și dramaturg bașchir din fosta URSS.
Versurile sale sunt remarcabile prin profunzimea gândirii și originalitatea imaginilor, pe tema patriotismului și prieteniei între popoare, evocării naturii, meditației asupra vieții și frumosului artistic.

## Scrieri
- 1941: Ulmašbai
- 1941: Voci de primăvară ("Jaghy tauyštar")
- 1942: Cântec de decembrie ("Dekabŕ jyry")
- 1950: Mesteacănul singuratic ("Janghyz kajyn")
- 1954: Europa-Asia ("Evropa-Aziia")
- 1961: Un cântec care nu s-a cântat ("Jirlan-maghan jyr")
- 1964: În noaptea eclipsei de lună ("Aj totolghan töndä")
- 1971: Calul înaripat ("Kon Krylaty").